# ぬか漬けのうた
「ぬか漬けのうた」（ぬかづけのうた）は、2005年4月から5月にNHK『みんなのうた』で放送された楽曲。歌は当時吉本興業に所属していたお笑いコンビのアップダウンが担当している。

## 概要
作詞、作曲：竹森巧　編曲：アップダウン&平田博信
作詞・作曲を担当した竹森の自主製作アルバム「愛のセレナーデ2」に収録された楽曲であり、『みんなのうた』に抜擢されることとなった。ボーカルは竹森、ドラムは相方の阿部浩貴が担当している。なお『みんなのうた』では時間の都合上2番と3番の一部が省略されている。また『みんなのうた』では2曲目の「ぬ」から始まる楽曲となった。
ぬか漬けにされた野菜を題材にした歌で、食べてもらえることへの喜び、朝食時に家族がそろう幸せな家庭を願うものとなっている。
アニメーションは青木よしおが担当しており、ぬか漬けにされた野菜（大根、茄子、キュウリ）がぬか床の中で「修行漬け」としてトレーニングをする姿や踊る姿を描いている。
初回放送から12年後の2017年4月 - 5月に初めて再放送された。

## 収録
- ぬか漬けのうた（2005年5月25日発売）

CDとDVDのセットで販売されており、CDにはフルサイズの他にみんなのうた放送用に省略したバージョンも収録されている。
またDVDには歌詞字幕の有り、無しのバージョンと特典映像としてアップダウンの振り付けが収録されたバージョンも存在する。